# 高雄市私立樹德高級家事商業職業學校
高雄市私立樹德高級家事商業職業學校（Shu-Te Home-Economics & Commercial High School）簡稱樹德家商，是位於臺灣高雄市三民區的私立職業學校，前身樹德女中是在1964年成立，1980年改為現在的名稱。

## 校史
- 2013年幼兒園停辦。
- 2021年設立全方位雙語職場達人特色班[2]。

## 備註
1. ↑  .   [2022-05-02]. （原始内容存档于2022-05-02）.
2. ↑  .   [2022-05-06]. （原始内容存档于2022-05-06）.